# Тарабай (деревня)
Тараба́й (чув. Тарапай) — деревня в Красночетайском районе Чувашской Республики. Входит в состав Атнарского сельского поселения.

## География
Находится в северо-западной части Чувашии на расстоянии приблизительно 2 км на юг-юго-восток от районного центра села Красные Четаи у республиканской автодороги.

## История
Известна с 1795 года как выселок села Четаево (ныне Красные Четаи) с 29 дворами и 165 жителями. В 1869 году учтено 506 жителей, в 1897—125 дворов и 710 жителей, в 1926—196 дворов и 1008 жителей, в 1939—1030 жителей, в 1979—677. В 2002 году было 231 двор, в 2010—141 домохозяйство. В 1929 году был образован колхоз «Агроном», в 2010 действовал СХПК «Коминтерн».

## Население
Постоянное население составляло 409 человек (чуваши 98 %) в 2002 году, 353 в 2010.